# Kirche Hl. Prophet Elias (Belgrad)

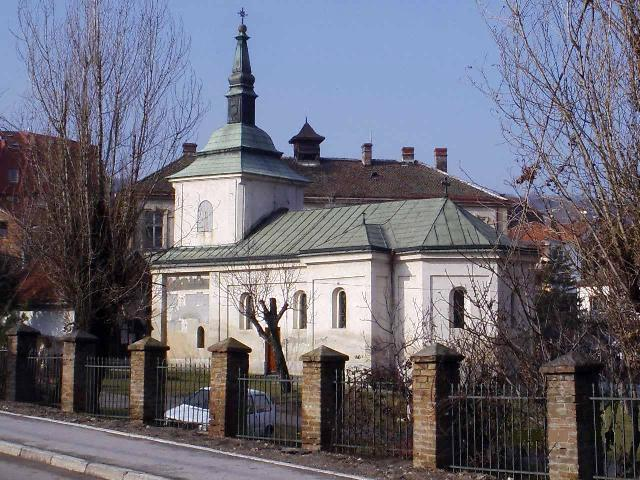
Die Kirche Hl. Elias in Belgrad

Die Kirche Hl. Prophet Elias (serbisch: Црква Светог Пророка Илије/Crkva Svetog Proroka Ilije) ist eine serbisch-orthodoxe Kirche in der serbischen Hauptstadt Belgrad im Stadtbezirk Zvezdara in der Stadtsiedlung Mirijevo. Die dem Propheten Elija geweihte Kirche ist eine der ältesten Belgrads. Die Kirche gehört zur Erzeparchie Belgrad und Karlovci der Serbisch-orthodoxen Kirche.

## Lage
Die Kirche befindet sich in der 5 km südöstlich vom Belgrader Stadtzentrum entfernten Stadtsiedlung Mirijevo im Stadtbezirk Zvezdara an der Kreuzung der Ulica Vitezova Karađorđeve zvezde und Danilova Ulica. Südlich der Kirche befindet sich die Grundschule „Despot Stefan Lazarević“.

## Geschichte
1833 begann der Bau der Kirche in Mirijevo auf dem Gelände einer kleineren älteren Kirche, die abgerissen werden musste. Die Pforte der Kirche wurde geteilt. Auf dem kleineren Teil wurde eine Schule errichtet. Auf dem größeren Gelände wurde die Kirche Hl. Prophet Elias erbaut. Die neue Eliaskirche wurde aus dem Material des zerstörten Klosters Slanci errichtet. Das Abtragen der Klosterruine genehmigte Fürst Miloš Obrenović. Im Kirchenbuch von 1833 ist ein Brief des Fürsten Miloš erhalten. In der Berichterstattung wird über den Baufortschritt berichtet. Zudem bittet der Fürst die Bevölkerung um Mithilfe beim Bau der Kirche. Die Kirche wurde mit den Anstrengungen und Beiträgen, in Form von Geld und Arbeitskraft, der damaligen Dorfbewohner von Mirijevo sowie von Mali Mokri Lug und Veliki Mokri Lug erbaut. 1834 – ein Jahr nach Beginn der Arbeiten – wurde die Kirche fertiggestellt.
Bei der Restaurierung im Jahr 1873 bekam die Kirche ihr heutiges Aussehen, wobei sie um den Glockenturm und einen Terrassenanbau erweitert wurde.

### 176. Kirchenfeier 2010
Am 2. August 2010, am Feiertag des Propheten Elija, wurde die 176. Kirchweih (Slava) gefeiert. Im Namen des serbischen Patriarchen Irinej wurde die Heilige Hierarchische Liturgie von seiner Exzellenz Bischof Athanasius aus der Metohija, dem Vikar des serbischen Patriarchen gefeiert, mit der Konzelebration, dem gemeinsamen Feiern des Gottesdienstes mit den Priestern der Eparchie Belgrad-Karlovci. Nach der Liturgie umrundeten der Bischof, die Priester und die Gläubigen in einer Prozession die Kirche. Beim Brechen des Slava-Kuchen bat der Metropolit den Herrn um Schutz für die Serbisch-Orthodoxe Kirche.

## Architektur
Die barocke Kirche weist auch Elemente des Klassizismus und des byzantinischen Baustils auf. Das Kirchenschiff wird von einem Tonnengewölbe überspannt und ist mit einer dreiseitigen Apsis,  und zwei Chören über rechteckigem Grundriss ausgestattet. Ein kleiner Glockenturm mit spitz zulaufendem Dach erhebt sich über der Nordwand.

## Ikonostase und Fresken
Die Ikonostase wurde von 1918 bis 1919 in Belgrad nach der Vorlage des Priesters Jovan Dimić erbaut. Konzipiert wurde sie im Geist des Klassizismus mit markanten Sockeln, Säulen, Pilastern, Pauken, reichgeschmückten Kränzen etc. Auf der Ikonostase befinden sich 14 Ikonen, die wahrscheinlich Ende des 19. Jahrhunderts von Lazar Krdžalić gemalt worden sind.

### Ikonen auf der Ikonostase
Der Verkündigung des Herrn wurden auf der Zarentür (Carske dveri) zwei Ikonen gewidmet. Wahrscheinlich sind beide Ikonenen älter als die Ikonostase. Sie wurden anschließend so auf die Ikonostase angebracht, wie der Platz es erlaubte. Ein authentisches Aussehen der Ikonen ist teilweise verloren gegangen, weil die Ikonen mehrmals übermalt worden waren, um Schäden des Ersten und Zweiten Weltkrieges zu entfernen. Die Ikonen auf der ersten Reihe der Ikonostase sind: Der Hl. Apostel Andreas, die Gottesmutter Maria mit Christus, Jesus Christus und Erzengel Michael. Im oberen Bereich sind folgende Ikonen angebracht: Das letzte Abendmahl, der Hl. Petrus, der Hl. Nikolaus, Johannes der Täufer, Apostel Paulus, die Gottesmutter, der Hl. Apostel Johannes  und die Kreuzigung Jesu. Dies ist eine typische Ikonostasengestaltung in der orthodoxen Kirche. Die Fresken an den Wänden im Altarraum und an den Bögen wurden 1948 von Velimir Maretić gemalt. Die bestehenden abgenutzten Fresken haben keinen besonderen künstlerischen Wert. Ab 1984 sammelte man Spenden zur Erneuerung der Fresken. Das Neumalen der Fresken wurde dem Priester Dobrica Kostić, einem Maler, Restaurator und Konservator anvertraut. Das Mosaik des Hl. Elija über der Eingangstür der Kirche stammt von Đuro Radlović.